# احمد ۱۶۱۱۳
سیارک ۱۶۱۱۳ (به انگلیسی: 16113 Ahmed، نامگذاری:1999XN23) شانزده هزار و صد و سیزدهمین سیارک کشف شده‌است که در ۶ دسامبر ۱۹۹۹ کشف شد.
قدر مطلق سیارک برابر ۱۷.۸ است.